# Eleições legislativas na Itália em 1953
As eleições legislativas na Itália em 1953 foram realizadas a 7 de Junho e, serviram para eleger os 590 deputados e os 237 senadores para os órgãos de soberania do país.
Esta eleição foi marcada por uma profunda mudança na lei eleitoral, em que, nestas eleições, se um partido obtivesse mais de 50% dos votos, isso iria traduzir-se na posse de 65% dos lugares na Câmara dos Deputados e Senado. A nova lei eleitoral, apoiada pela Democracia Cristã, era fortemente contestada pela oposição e, também, por parceiros de governos dos democratas-cristãos, como o Partido Socialista Democrático Italiano e o Partido Liberal Italiano.
Os resultados deram uma vitória amarga à Democracia Cristã, que, apesar de ter vencido com 40% dos votos, ficou longe da maioria absoluta e, assim, significou o falhanço do objectivo proposto pela nova lei eleitoral.
Quanto à oposição, o Partido Comunista Italiano confirmou-se o maior partido da oposição, embora, seja de destacar, os fortes resultados conseguidos pelos monárquicos do Partido Nacional Monárquico (6,9%) e dos neo-fascistas do Movimento Social Italiano (5,8%).
Após estas eleições, a Democracia Cristã continuaria a governar, coligada com liberais, republicanos e social-democratas, embora, com grande instabilidade, que levaria à sucessiva troca de primeiro-ministro.

## Resultados Oficiais

### Câmara dos Deputados
| Partido                 | Partido                                 | Votos      | %               | +/-   | Deputados | +/-     |
| ----------------------- | --------------------------------------- | ---------- | --------------- | ----- | --------- | ------- |
|                         | Democracia Cristã                       | 10 862 073 | 40,10 / 100,00  | 8,41  | 263 / 590 | 42      |
|                         | Partido Comunista Italiano              | 6 120 809  | 22,60 / 100,00  | -     | 143 / 590 | 13      |
|                         | Partido Socialista Italiano             | 3 441 014  | 12,70 / 100,00  | -     | 75 / 590  | 22      |
|                         | Partido Nacional Monárquico             | 1 854 850  | 6,85 / 100,00   | 4,07  | 40 / 590  | 26      |
|                         | Movimento Social Italiano               | 1 582 154  | 5,84 / 100,00   | 3,83  | 29 / 590  | 23      |
|                         | Partido Socialista Democrático Italiano | 1 222 957  | 4,51 / 100,00   | 2,56  | 19 / 590  | 14      |
|                         | Partido Liberal Italiano                | 815 929    | 3,01 / 100,00   | 0,81  | 13 / 590  | 6       |
|                         | Partido Republicano Italiano            | 438 149    | 1,62 / 100,00   | 0,86  | 5 / 590   | 4       |
|                         | Partido Popular Sul Tirolês             | 122 474    | 0,45 / 100,00   | 0,02  | 3 / 590   | Estável |
|                         | Outros                                  | 627 290    | 2,32 / 100,00   |       | 0 / 590   |         |
| Votos Inválidos         | Votos Inválidos                         | 1 318 778  | 4,64 / 100,00   | 2,44  |           |         |
| Total                   | Total                                   | 28 406 479 | 100,00 / 100,00 |       | 590 / 590 | 16      |
| Eleitorado/Participação | Eleitorado/Participação                 | 30 272 236 | 93,84 / 100,00  | 1,61  |           |         |
| Fonte                   | Fonte                                   | [ 2 ]      | [ 2 ]           | [ 2 ] | [ 2 ]     | [ 2 ]   |

### Senado
| Partido                 | Partido                                 | Votos      | %               | +/-   | Senadores | +/-     |
| ----------------------- | --------------------------------------- | ---------- | --------------- | ----- | --------- | ------- |
|                         | Democracia Cristã                       | 9 660 210  | 39,76 / 100,00  | 8,35  | 112 / 237 | 19      |
|                         | Partido Comunista Italiano              | 4 910 077  | 20,21 / 100,00  | -     | 52 / 237  | 2       |
|                         | Partido Socialista Italiano             | 2 891 605  | 11,90 / 100,00  | -     | 26 / 237  | 15      |
|                         | Partido Nacional Monárquico             | 1 581 128  | 6,51 / 100,00   | 4,77  | 14 / 237  | 11      |
|                         | Movimento Social Italiano               | 1 473 645  | 6,07 / 100,00   | 5,35  | 9 / 237   | 8       |
|                         | Partido Socialista Democrático Italiano | 1 046 301  | 4,31 / 100,00   | 0,15  | 4 / 237   | 4       |
|                         | Partido Liberal Italiano                | 695 816    | 2,86 / 100,00   | 2,54  | 3 / 237   | 4       |
|                         | Partido Republicano Italiano            | 261 713    | 1,08 / 100,00   | 1,54  | 0 / 237   | 4       |
|                         | Unidade Popular                         | 172 545    | 0,71 / 100,00   | Novo  | 0 / 237   | Novo    |
|                         | Aliança Democrática Nacional            | 165 845    | 0,68 / 100,00   | Novo  | 1 / 237   | Novo    |
|                         | Partido Popular Sul Tirolês             | 107 139    | 0,44 / 100,00   | 0,02  | 2 / 237   | Estável |
|                         | Outros                                  | 1 330 253  | 5,48 / 100,00   |       | 9 / 237   |         |
| Votos Inválidos         | Votos Inválidos                         | 1 173 850  | 4,61 / 100,00   | 0,36  |           |         |
| Total                   | Total                                   | 25 483 201 | 100,00 / 100,00 |       | 237 / 237 |         |
| Eleitorado/Participação | Eleitorado/Participação                 | 27 172 871 | 93,78 / 100,00  | 1,63  |           |         |
| Fonte                   | Fonte                                   | [ 3 ]      | [ 3 ]           | [ 3 ] | [ 3 ]     | [ 3 ]   |

## Resultados por Distrito Eleitoral

### Câmara dos Deputados
| Distrito Eleitoral | %    | D   | %    | D   | %    | D   | %    | D   | %    | D   | %    | D    | %    | D   | %   | D   | %    | D   | D   | Votantes   |
| Distrito Eleitoral | DC   | DC  | PCI  | PCI | PSI  | PSI | PNM  | PNM | MSI  | MSI | PSDI | PSDI | PLI  | PLI | PRI | PRI | SVP  | SVP | D   | Votantes   |
| ------------------ | ---- | --- | ---- | --- | ---- | --- | ---- | --- | ---- | --- | ---- | ---- | ---- | --- | --- | --- | ---- | --- | --- | ---------- |
| Turim              | 37,5 | 11  | 23,5 | 7   | 14,9 | 4   | 4,8  | 1   | 2,9  | -   | 7,4  | 2    | 5,2  | 1   | 0,5 | -   | -    | -   | 26  | 1 578 670  |
| Cuneo              | 43,5 | 8   | 17,8 | 3   | 10,7 | 2   | 7,6  | 1   | 2,2  | -   | 8,1  | 1    | 5,9  | 1   | 1,4 | -   | -    | -   | 16  | 885 838    |
| Génova             | 38,6 | 8   | 25,7 | 5   | 16,2 | 3   | 2,7  | -   | 3,8  | -   | 6,6  | 1    | 2,6  | -   | 1,9 | -   | -    | -   | 17  | 1 083 405  |
| Milão              | 39,9 | 16  | 21,5 | 8   | 17,7 | 7   | 4,3  | 1   | 4,1  | 1   | 6,4  | 2    | 2,6  | 1   | 0,9 | -   | -    | -   | 36  | 2 051 867  |
| Como               | 51,2 | 9   | 11,2 | 2   | 19,3 | 3   | 4,4  | -   | 3,3  | -   | 6,1  | 1    | 2,1  | -   | 0,7 | -   | -    | -   | 15  | 781 084    |
| Bréscia            | 59,1 | 13  | 11,9 | 2   | 14,8 | 3   | 2,8  | -   | 3,7  | -   | 4,6  | 1    | 1,5  | -   | 0,5 | -   | -    | -   | 19  | 908 744    |
| Mântua             | 39,1 | 5   | 23,0 | 2   | 24,6 | 3   | 1,4  | -   | 3,2  | -   | 5,2  | -    | 2,3  | -   | 0,3 | -   | -    | -   | 10  | 528 201    |
| Trento             | 45,2 | 5   | 5,2  | -   | 6,9  | -   | 1,8  | -   | 3,8  | -   | 5,7  | -    | 0,8  | -   | 0,3 | -   | 28,3 | 3   | 8   | 447 983    |
| Verona             | 55,2 | 17  | 14,2 | 4   | 13,8 | 4   | 2,6  | -   | 3,4  | 1   | 4,5  | 1    | 3,6  | 1   | 0,3 | -   | -    | -   | 28  | 1 384 122  |
| Veneza             | 50,3 | 10  | 14,8 | 2   | 16,9 | 3   | 2,6  | -   | 3,9  | -   | 6,4  | 1    | 2,2  | -   | 1,0 | -   | -    | -   | 16  | 788 434    |
| Údine              | 50,8 | 9   | 14,5 | 2   | 12,7 | 2   | 3,1  | -   | 5,9  | 1   | 8,5  | 1    | 1,5  | -   | 0,6 | -   | -    | -   | 15  | 703 784    |
| Bolonha            | 27,1 | 7   | 37,4 | 10  | 14,1 | 3   | 0,7  | -   | 3,1  | -   | 6,6  | 1    | 2,0  | -   | 6,2 | 1   | -    | -   | 22  | 1 307 450  |
| Parma              | 34,7 | 7   | 35,9 | 8   | 14,8 | 3   | 1,3  | -   | 2,5  | -   | 7,0  | 1    | 1,5  | -   | 0,5 | -   | -    | -   | 19  | 1 046 610  |
| Florença           | 34,9 | 5   | 36,6 | 6   | 14,9 | 2   | 0,8  | -   | 3,9  | -   | 4,7  | -    | 2,0  | -   | 0,8 | -   | -    | -   | 13  | 792 378    |
| Pisa               | 37,3 | 6   | 30,2 | 5   | 15,2 | 2   | 2,2  | -   | 5,0  | -   | 3,3  | -    | 1,3  | -   | 3,9 | -   | -    | -   | 13  | 791 338    |
| Siena              | 29,2 | 3   | 39,9 | 5   | 16,7 | 2   | 1,0  | -   | 4,4  | -   | 3,3  | -    | 1,9  | -   | 2,8 | -   | -    | -   | 10  | 544 181    |
| Ancona             | 41,6 | 8   | 23,1 | 4   | 16,5 | 3   | 1,0  | -   | 4,6  | -   | 4,2  | -    | 1,9  | -   | 4,9 | -   | -    | -   | 15  | 850 322    |
| Perúgia            | 32,0 | 4   | 26,2 | 3   | 22,2 | 3   | 2,2  | -   | 7,7  | 1   | 2,4  | -    | 2,0  | -   | 3,0 | -   | -    | -   | 11  | 616 746    |
| Roma               | 36,9 | 15  | 23,4 | 10  | 8,7  | 3   | 7,9  | 3   | 11,4 | 4   | 3,2  | 1    | 3,2  | 1   | 2,7 | 1   | -    | -   | 38  | 1 887 253  |
| L'Aquila           | 41,5 | 7   | 22,0 | 4   | 9,9  | 1   | 7,8  | 1   | 9,3  | 1   | 2,7  | -    | 2,8  | -   | 2,5 | -   | -    | -   | 14  | 709 647    |
| Campobasso         | 46,0 | 3   | 13,8 | 1   | 5,2  | -   | 9,6  | -   | 7,2  | -   | -    | -    | 14,7 | 1   | 1,8 | -   | -    | -   | 5   | 217 873    |
| Nápoles            | 35,3 | 12  | 20,4 | 7   | 7,2  | 2   | 21,5 | 7   | 7,4  | 2   | 2,3  | -    | 3,2  | 1   | 0,7 | -   | -    | -   | 31  | 1 438 607  |
| Benevento          | 37,5 | 8   | 17,6 | 4   | 6,1  | 1   | 22,2 | 5   | 5,7  | 1   | 3,5  | -    | 4,4  | 1   | 1,2 | -   | -    | -   | 20  | 880 297    |
| Bari               | 37,2 | 9   | 26,2 | 6   | 9,6  | 2   | 16,3 | 4   | 5,2  | 1   | 1,4  | -    | 1,8  | -   | 0,7 | -   | -    | -   | 22  | 979 585    |
| Lecce              | 40,1 | 8   | 20,3 | 4   | 8,2  | 1   | 14,4 | 2   | 9,2  | 1   | 1,5  | -    | 3,5  | -   | 0,8 | -   | -    | -   | 16  | 743 741    |
| Potenza            | 41,3 | 4   | 25,9 | 2   | 6,8  | -   | 10,4 | 1   | 6,9  | -   | 3,8  | -    | 2,4  | -   | 0,8 | -   | -    | -   | 7   | 326 631    |
| Catanzaro          | 40,6 | 11  | 20,9 | 6   | 11,2 | 3   | 8,8  | 2   | 7,7  | 2   | 2,7  | -    | 3,5  | 1   | 2,1 | -   | -    | -   | 25  | 999 987    |
| Catânia            | 35,4 | 10  | 21,2 | 6   | 6,6  | 2   | 12,6 | 3   | 11,6 | 3   | 3,2  | -    | 6,2  | 1   | 1,3 | -   | -    | -   | 25  | 1 234 548  |
| Palermo            | 37,5 | 11  | 22,4 | 6   | 8,3  | 2   | 10,5 | 3   | 11,9 | 3   | 1,7  | -    | 3,0  | -   | 2,0 | -   | -    | -   | 25  | 1 170 609  |
| Cagliari           | 41,7 | 7   | 21,2 | 4   | 9,1  | 1   | 10,1 | 1   | 8,2  | 1   | 2,3  | -    | 2,8  | -   | 0,5 | -   | -    | -   | 14  | 671 619    |
| Vale de Aosta      | 53,3 | 1   | -    | -   | -    | -   | -    | -   | 4,4  | -   | -    | -    | -    | -   | -   | -   | -    | -   | 1   | 54 925     |
| Itália             | 40,1 | 263 | 22,6 | 143 | 12,7 | 75  | 6,9  | 40  | 5,8  | 29  | 4,5  | 19   | 3,0  | 13  | 1,6 | 5   | 0,5  | 3   | 590 | 28 406 479 |

#### Torino-Novara-Vercelli
| Partido                 | Partido                                 | Votos     | %               | +/-  | Deputados | +/-     |
| ----------------------- | --------------------------------------- | --------- | --------------- | ---- | --------- | ------- |
|                         | Democracia Cristã                       | 567 153   | 37,48 / 100,00  | 8,09 | 11 / 26   | 2       |
|                         | Partido Comunista Italiano              | 355 063   | 23,46 / 100,00  | -    | 7 / 26    | -       |
|                         | Partido Socialista Italiano             | 226 123   | 14,94 / 100,00  | -    | 4 / 26    | -       |
|                         | Partido Socialista Democrático Italiano | 111 395   | 7,36 / 100,00   | 4,62 | 2 / 26    | 1       |
|                         | Partido Liberal Italiano                | 78 369    | 5,18 / 100,00   | 2,95 | 1 / 26    | 1       |
|                         | Partido Nacional Monárquico             | 72 996    | 4,82 / 100,00   | 4,06 | 1 / 26    | 1       |
|                         | Movimento Social Italiano               | 43 906    | 2,90 / 100,00   | 2,02 | 0 / 26    | Estável |
|                         | Unidade Popular                         | 21 690    | 1,43 / 100,00   | Novo | 0 / 26    | Novo    |
|                         | União Socialista Independente           | 19 348    | 1,28 / 100,00   | Novo | 0 / 26    | Novo    |
|                         | Outros (com menos de 1,00%)             | 17 244    | 1,14 / 100,00   |      | 0 / 26    |         |
| Votos Inválidos         | Votos Inválidos                         | 97 628    | 6,18 / 100,00   | 3,53 |           |         |
| Total                   | Total                                   | 1 578 670 | 100,00 / 100,00 |      | 26 / 26   |         |
| Eleitorado/Participação | Eleitorado/Participação                 | 1 676 392 | 94,17 / 100,00  | 0,87 |           |         |

#### Cuneo-Alessandria-Asti
| Partido                 | Partido                                 | Votos   | %               | +/-  | Deputados | +/-     |
| ----------------------- | --------------------------------------- | ------- | --------------- | ---- | --------- | ------- |
|                         | Democracia Cristã                       | 362 001 | 43,50 / 100,00  | 8,37 | 8 / 16    | 1       |
|                         | Partido Comunista Italiano              | 147 987 | 17,78 / 100,00  | -    | 3 / 16    | -       |
|                         | Partido Socialista Italiano             | 88 885  | 10,68 / 100,00  | -    | 2 / 16    | -       |
|                         | Partido Socialista Democrático Italiano | 67 204  | 8,08 / 100,00   | 2,58 | 1 / 16    | 1       |
|                         | Partido Nacional Monárquico             | 63 455  | 7,63 / 100,00   | 6,99 | 1 / 16    | 1       |
|                         | Partido Liberal Italiano                | 49 192  | 5,91 / 100,00   | 2,50 | 1 / 16    | 1       |
|                         | Movimento Social Italiano               | 18 046  | 2,17 / 100,00   | 1,55 | 0 / 16    | Estável |
|                         | União Socialista Independente           | 11 920  | 1,43 / 100,00   | Novo | 0 / 16    | Novo    |
|                         | Partido Republicano Italiano            | 11 387  | 1,37 / 100,00   | 1,03 | 0 / 16    | Estável |
|                         | Outros (com menos de 1,00%)             | 12 111  | 1,46 / 100,00   |      | 0 / 16    |         |
| Votos Inválidos         | Votos Inválidos                         | 75 462  | 8,52 / 100,00   | 5,29 |           |         |
| Total                   | Total                                   | 885 838 | 100,00 / 100,00 |      | 16 / 16   |         |
| Eleitorado/Participação | Eleitorado/Participação                 | 937 585 | 94,48 / 100,00  | 1,71 |           |         |

#### Genova-Imperia-La Spezia-Savona
| Partido                 | Partido                                 | Votos     | %               | +/-  | Deputados | +/-     |
| ----------------------- | --------------------------------------- | --------- | --------------- | ---- | --------- | ------- |
|                         | Democracia Cristã                       | 401 671   | 38,59 / 100,00  | 7,29 | 8 / 17    | 1       |
|                         | Partido Comunista Italiano              | 267 853   | 25,73 / 100,00  | -    | 5 / 17    | -       |
|                         | Partido Socialista Italiano             | 168 756   | 16,21 / 100,00  | -    | 3 / 17    | -       |
|                         | Partido Socialista Democrático Italiano | 68 560    | 6,59 / 100,00   | 3,18 | 1 / 17    | 1       |
|                         | Movimento Social Italiano               | 39 401    | 3,79 / 100,00   | 2,98 | 0 / 17    | Estável |
|                         | Partido Nacional Monárquico             | 28 314    | 2,72 / 100,00   | 2,16 | 0 / 17    | Estável |
|                         | Partido Liberal Italiano                | 26 800    | 2,57 / 100,00   | 1,49 | 0 / 17    | Estável |
|                         | Partido Republicano Italiano            | 19 996    | 1,92 / 100,00   | 0,62 | 0 / 17    | Estável |
|                         | Outros (com menos de 1,00%)             | 19 514    | 1,86 / 100,00   |      | 0 / 17    |         |
| Votos Inválidos         | Votos Inválidos                         | 62 915    | 6,21 / 100,00   | 3,70 |           |         |
| Total                   | Total                                   | 1 083 405 | 100,00 / 100,00 |      | 17 / 17   | 2       |
| Eleitorado/Participação | Eleitorado/Participação                 | 1 152 752 | 93,98 / 100,00  | 2,46 |           |         |

#### Milano-Pavia
| Partido                 | Partido                                 | Votos     | %               | +/-  | Deputados | +/-  |
| ----------------------- | --------------------------------------- | --------- | --------------- | ---- | --------- | ---- |
|                         | Democracia Cristã                       | 792 331   | 39,86 / 100,00  | 6,87 | 16 / 36   | 2    |
|                         | Partido Comunista Italiano              | 427 164   | 21,49 / 100,00  | -    | 8 / 36    | -    |
|                         | Partido Socialista Italiano             | 350 897   | 17,65 / 100,00  | -    | 7 / 36    | -    |
|                         | Partido Socialista Democrático Italiano | 127 932   | 6,44 / 100,00   | 4,11 | 2 / 36    | 2    |
|                         | Partido Nacional Monárquico             | 84 773    | 4,26 / 100,00   | 3,63 | 1 / 36    | 1    |
|                         | Movimento Social Italiano               | 80 518    | 4,05 / 100,00   | 3,04 | 1 / 36    | 1    |
|                         | Partido Liberal Italiano                | 51 590    | 2,60 / 100,00   | 1,67 | 1 / 36    | 1    |
|                         | Unidade Popular                         | 26 399    | 1,33 / 100,00   | Novo | 0 / 36    | Novo |
|                         | Outros (com menos de 1,00%)             | 46 359    | 2,34 / 100,00   |      | 0 / 36    |      |
| Votos Inválidos         | Votos Inválidos                         | 95 650    | 4,66 / 100,00   | 2,54 |           |      |
| Total                   | Total                                   | 2 051 867 | 100,00 / 100,00 |      | 36 / 36   |      |
| Eleitorado/Participação | Eleitorado/Participação                 | 2 141 137 | 95,83 / 100,00  | 2,01 |           |      |

#### Como-Sondrio-Varese
| Partido                 | Partido                                 | Votos   | %               | +/-  | Deputados | +/-     |
| ----------------------- | --------------------------------------- | ------- | --------------- | ---- | --------- | ------- |
|                         | Democracia Cristã                       | 379 358 | 51,15 / 100,00  | 6,42 | 9 / 15    | Estável |
|                         | Partido Socialista Italiano             | 143 415 | 19,34 / 100,00  | -    | 3 / 15    | -       |
|                         | Partido Comunista Italiano              | 82 857  | 11,17 / 100,00  | -    | 2 / 15    | -       |
|                         | Partido Socialista Democrático Italiano | 45 058  | 6,08 / 100,00   | 5,01 | 1 / 15    | Estável |
|                         | Partido Nacional Monárquico             | 32 806  | 4,42 / 100,00   | 3,63 | 0 / 15    | Estável |
|                         | Movimento Social Italiano               | 24 700  | 3,33 / 100,00   | 2,19 | 0 / 15    | Estável |
|                         | Partido Liberal Italiano                | 15 540  | 2,10 / 100,00   | 0,91 | 0 / 15    | Estável |
|                         | Unidade Popular                         | 10 430  | 1,41 / 100,00   | Novo | 0 / 15    | Novo    |
|                         | Outros (com menos de 1,00%)             | 7 499   | 1,01 / 100,00   |      | 0 / 15    |         |
| Votos Inválidos         | Votos Inválidos                         | 55 639  | 7,12 / 100,00   | 4,07 |           |         |
| Total                   | Total                                   | 781 084 | 100,00 / 100,00 |      | 15 / 15   | 1       |
| Eleitorado/Participação | Eleitorado/Participação                 | 823 727 | 94,82 / 100,00  | 1,20 |           |         |

#### Brescia-Bergamo
| Partido                 | Partido                                 | Votos   | %               | +/-  | Deputados | +/-     |
| ----------------------- | --------------------------------------- | ------- | --------------- | ---- | --------- | ------- |
|                         | Democracia Cristã                       | 511 580 | 59,08 / 100,00  | 7,71 | 13 / 19   | 1       |
|                         | Partido Socialista Italiano             | 128 357 | 14,82 / 100,00  | -    | 3 / 19    | -       |
|                         | Partido Comunista Italiano              | 102 834 | 11,88 / 100,00  | -    | 2 / 19    | -       |
|                         | Partido Socialista Democrático Italiano | 40 199  | 4,64 / 100,00   | 2,04 | 1 / 19    | Estável |
|                         | Movimento Social Italiano               | 32 391  | 3,74 / 100,00   | 2,49 | 0 / 19    | Estável |
|                         | Partido Nacional Monárquico             | 24 253  | 2,80 / 100,00   | 1,87 | 0 / 19    | Estável |
|                         | Partido Liberal Italiano                | 13 174  | 1,52 / 100,00   | 0,15 | 0 / 19    | Estável |
|                         | Outros (com menos de 1,00%)             | 13 168  | 1,52 / 100,00   |      | 0 / 19    |         |
| Votos Inválidos         | Votos Inválidos                         | 59 124  | 6,51 / 100,00   | 3,75 |           |         |
| Total                   | Total                                   | 908 744 | 100,00 / 100,00 |      | 19 / 19   |         |
| Eleitorado/Participação | Eleitorado/Participação                 | 959 773 | 94,68 / 100,00  | 0,91 |           |         |

#### Mantova-Cremona
| Partido                 | Partido                                 | Votos   | %               | +/-  | Deputados | +/-     |
| ----------------------- | --------------------------------------- | ------- | --------------- | ---- | --------- | ------- |
|                         | Democracia Cristã                       | 197 124 | 39,07 / 100,00  | 7,36 | 5 / 10    | Estável |
|                         | Partido Socialista Italiano             | 123 844 | 24,55 / 100,00  | -    | 3 / 10    | -       |
|                         | Partido Comunista Italiano              | 115 975 | 22,99 / 100,00  | -    | 2 / 10    | -       |
|                         | Partido Socialista Democrático Italiano | 26 419  | 5,24 / 100,00   | 2,60 | 0 / 10    | Estável |
|                         | Movimento Social Italiano               | 16 220  | 3,21 / 100,00   | 2,59 | 0 / 10    | Estável |
|                         | Partido Liberal Italiano                | 11 658  | 2,31 / 100,00   | 1,51 | 0 / 10    | Estável |
|                         | Partido Nacional Monárquico             | 7 051   | 1,40 / 100,00   | 0,93 | 0 / 10    | Estável |
|                         | Outros (com menos de 1,00%)             | 6 223   | 1,23 / 100,00   |      | 0 / 10    |         |
| Votos Inválidos         | Votos Inválidos                         | 33 979  | 6,43 / 100,00   | 3,53 |           |         |
| Total                   | Total                                   | 528 201 | 100,00 / 100,00 |      | 10 / 10   |         |
| Eleitorado/Participação | Eleitorado/Participação                 | 544 175 | 97,06 / 100,00  | 0,49 |           |         |

#### Trento-Bolzano
| Partido                 | Partido                                 | Votos   | %               | +/-  | Deputados | +/-     |
| ----------------------- | --------------------------------------- | ------- | --------------- | ---- | --------- | ------- |
|                         | Democracia Cristã                       | 195 633 | 45,15 / 100,00  | 5,31 | 5 / 8     | Estável |
|                         | Partido Popular Sul Tirolês             | 122 474 | 28,27 / 100,00  | 2,42 | 3 / 8     | Estável |
|                         | Partido Socialista Italiano             | 30 019  | 6,93 / 100,00   | -    | 0 / 8     | -       |
|                         | Partido Socialista Democrático Italiano | 24 714  | 5,70 / 100,00   | 2,19 | 0 / 8     | 1       |
|                         | Partido Comunista Italiano              | 22 442  | 5,18 / 100,00   | -    | 0 / 8     | -       |
|                         | Movimento Social Italiano               | 16 378  | 3,78 / 100,00   | -    | 0 / 8     | -       |
|                         | Partido Nacional Monárquico             | 7 692   | 1,78 / 100,00   | -    | 0 / 8     | -       |
|                         | União Socialista Independente           | 5 895   | 1,36 / 100,00   | Novo | 0 / 8     | Novo    |
|                         | Outros (com menos de 1,00%)             | 8 047   | 1,86 / 100,00   |      | 0 / 8     |         |
| Votos Inválidos         | Votos Inválidos                         | 20 587  | 4,60 / 100,00   | 2,93 |           |         |
| Total                   | Total                                   | 447 983 | 100,00 / 100,00 |      | 8 / 8     | 1       |
| Eleitorado/Participação | Eleitorado/Participação                 | 463 700 | 96,61 / 100,00  | 3,20 |           |         |

#### Verona-Padova-Vicenza-Rovigo
| Partido                 | Partido                                 | Votos     | %               | +/-  | Deputados | +/-     |
| ----------------------- | --------------------------------------- | --------- | --------------- | ---- | --------- | ------- |
|                         | Democracia Cristã                       | 734 243   | 55,19 / 100,00  | 7,09 | 17 / 28   | 2       |
|                         | Partido Comunista Italiano              | 188 993   | 14,21 / 100,00  | -    | 4 / 28    | -       |
|                         | Partido Socialista Italiano             | 183 516   | 13,79 / 100,00  | -    | 4 / 28    | -       |
|                         | Partido Socialista Democrático Italiano | 60 285    | 4,53 / 100,00   | 4,46 | 1 / 28    | 1       |
|                         | Partido Liberal Italiano                | 48 360    | 3,64 / 100,00   | 1,87 | 1 / 28    | 1       |
|                         | Movimento Social Italiano               | 45 369    | 3,41 / 100,00   | 2,24 | 1 / 28    | 1       |
|                         | Partido Nacional Monárquico             | 34 164    | 2,57 / 100,00   | 2,11 | 0 / 28    | Estável |
|                         | União Socialista Independente           | 15 172    | 1,14 / 100,00   | Novo | 0 / 28    | Novo    |
|                         | Outros (com menos de 1,00%)             | 20 275    | 1,53 / 100,00   |      | 0 / 28    |         |
| Votos Inválidos         | Votos Inválidos                         | 75 497    | 5,45 / 100,00   | 2,95 |           |         |
| Total                   | Total                                   | 1 384 122 | 100,00 / 100,00 |      | 28 / 28   |         |
| Eleitorado/Participação | Eleitorado/Participação                 | 1 456 355 | 95,04 / 100,00  | 0,63 |           |         |

#### Venezia-Treviso
| Partido                 | Partido                                 | Votos   | %               | +/-  | Deputados | +/-     |
| ----------------------- | --------------------------------------- | ------- | --------------- | ---- | --------- | ------- |
|                         | Democracia Cristã                       | 376 720 | 50,30 / 100,00  | 6,99 | 10 / 16   | Estável |
|                         | Partido Socialista Italiano             | 126 214 | 16,85 / 100,00  | -    | 3 / 16    | -       |
|                         | Partido Comunista Italiano              | 110 454 | 14,75 / 100,00  | -    | 2 / 16    | -       |
|                         | Partido Socialista Democrático Italiano | 47 559  | 6,35 / 100,00   | 4,76 | 1 / 16    | 1       |
|                         | Movimento Social Italiano               | 28 936  | 3,86 / 100,00   | 2,66 | 0 / 16    | Estável |
|                         | Partido Nacional Monárquico             | 19 247  | 2,57 / 100,00   | 1,89 | 0 / 16    | Estável |
|                         | Partido Liberal Italiano                | 16 129  | 2,15 / 100,00   | 0,63 | 0 / 16    | Estável |
|                         | Unidade Popular                         | 11 053  | 1,48 / 100,00   | Novo | 0 / 16    | Novo    |
|                         | Outros (com menos de 1,00%)             | 12 602  | 1,69 / 100,00   |      | 0 / 16    |         |
| Votos Inválidos         | Votos Inválidos                         | 53 175  | 6,74 / 100,00   | 4,04 |           |         |
| Total                   | Total                                   | 788 434 | 100,00 / 100,00 |      | 16 / 16   |         |
| Eleitorado/Participação | Eleitorado/Participação                 | 840 728 | 93,78 / 100,00  | 0,78 |           |         |

#### Udine-Belluno-Gorizia
| Partido                 | Partido                                 | Votos   | %               | +/-  | Deputados | +/-     |
| ----------------------- | --------------------------------------- | ------- | --------------- | ---- | --------- | ------- |
|                         | Democracia Cristã                       | 336 071 | 50,77 / 100,00  | 7,01 | 9 / 15    | Estável |
|                         | Partido Comunista Italiano              | 95 907  | 14,49 / 100,00  | -    | 2 / 15    | -       |
|                         | Partido Socialista Italiano             | 84 269  | 12,73 / 100,00  | -    | 2 / 15    | -       |
|                         | Partido Socialista Democrático Italiano | 56 475  | 8,53 / 100,00   | 5,60 | 1 / 15    | 1       |
|                         | Movimento Social Italiano               | 38 999  | 5,89 / 100,00   | 4,59 | 1 / 15    | 1       |
|                         | Partido Nacional Monárquico             | 20 506  | 3,10 / 100,00   | 2,41 | 0 / 15    | Estável |
|                         | Unidade Popular                         | 13 518  | 2,04 / 100,00   | Novo | 0 / 15    | Novo    |
|                         | Partido Liberal Italiano                | 9 800   | 1,48 / 100,00   | 0,79 | 0 / 15    | Estável |
|                         | Outros (com menos de 1,00%)             | 6 417   | 0,97 / 100,00   |      | 0 / 15    |         |
| Votos Inválidos         | Votos Inválidos                         | 55 270  | 7,85 / 100,00   | 4,80 |           |         |
| Total                   | Total                                   | 703 784 | 100,00 / 100,00 |      | 15 / 15   | 1       |
| Eleitorado/Participação | Eleitorado/Participação                 | 778 359 | 90,42 / 100,00  | 0,98 |           |         |

#### Bologna-Ferrara-Ravenna-Forli
| Partido                 | Partido                                 | Votos     | %               | +/-  | Deputados | +/-     |
| ----------------------- | --------------------------------------- | --------- | --------------- | ---- | --------- | ------- |
|                         | Partido Comunista Italiano              | 472 344   | 37,39 / 100,00  | -    | 10 / 22   | -       |
|                         | Democracia Cristã                       | 342 680   | 27,12 / 100,00  | 2,43 | 7 / 22    | Estável |
|                         | Partido Socialista Italiano             | 177 572   | 14,05 / 100,00  | -    | 3 / 22    | -       |
|                         | Partido Socialista Democrático Italiano | 83 674    | 6,62 / 100,00   | 1,77 | 1 / 22    | 1       |
|                         | Partido Republicano Italiano            | 77 955    | 6,17 / 100,00   | 1,71 | 1 / 22    | 1       |
|                         | Movimento Social Italiano               | 38 594    | 3,05 / 100,00   | 2,11 | 0 / 22    | Estável |
|                         | Partido Liberal Italiano                | 24 807    | 1,96 / 100,00   | 1,07 | 0 / 22    | Estável |
|                         | União Socialista Independente           | 17 393    | 1,38 / 100,00   | Novo | 0 / 22    | Novo    |
|                         | Unidade Popular                         | 13 074    | 1,03 / 100,00   | Novo | 0 / 22    | Novo    |
|                         | Outros (com menos de 1,00%)             | 15 358    | 1,21 / 100,00   |      | 0 / 22    |         |
| Votos Inválidos         | Votos Inválidos                         | 64 095    | 4,90 / 100,00   | 2,50 |           |         |
| Total                   | Total                                   | 1 307 450 | 100,00 / 100,00 |      | 22 / 22   | 2       |
| Eleitorado/Participação | Eleitorado/Participação                 | 1 348 894 | 96,93 / 100,00  | 1,41 |           |         |

#### Parma-Modena-Piacenza-Reggio nell'Emilia
| Partido                 | Partido                                 | Votos     | %               | +/-     | Deputados | +/-     |
| ----------------------- | --------------------------------------- | --------- | --------------- | ------- | --------- | ------- |
|                         | Partido Comunista Italiano              | 356 943   | 35,85 / 100,00  | -       | 8 / 19    | -       |
|                         | Democracia Cristã                       | 345 272   | 34,67 / 100,00  | 2,51    | 7 / 19    | Estável |
|                         | Partido Socialista Italiano             | 146 844   | 14,75 / 100,00  | -       | 3 / 19    | -       |
|                         | Partido Socialista Democrático Italiano | 69 726    | 7,00 / 100,00   | 2,65    | 1 / 19    | 1       |
|                         | Movimento Social Italiano               | 24 370    | 2,45 / 100,00   | 1,94    | 0 / 19    | Estável |
|                         | Partido Liberal Italiano                | 14 973    | 1,50 / 100,00   | 0,81    | 0 / 19    | Estável |
|                         | Partido Nacional Monárquico             | 13 225    | 1,33 / 100,00   | -       | 0 / 19    | -       |
|                         | Outros (com menos de 1,00%)             | 24 409    | 2,45 / 100,00   |         | 0 / 19    |         |
| Votos Inválidos         | Votos Inválidos                         | 72 206    | 6,90 / 100,00   | 4,01    |           |         |
| Total                   | Total                                   | 1 046 610 | 100,00 / 100,00 |         | 19 / 19   | 3       |
| Eleitorado/Participação | Eleitorado/Participação                 | 1 096 818 | 95,42 / 100,00  | Aumento |           |         |

#### Firenze-Pistoia
| Partido                 | Partido                                 | Votos   | %               | +/-  | Deputados | +/-     |
| ----------------------- | --------------------------------------- | ------- | --------------- | ---- | --------- | ------- |
|                         | Partido Comunista Italiano              | 279 839 | 36,58 / 100,00  | -    | 6 / 13    | -       |
|                         | Democracia Cristã                       | 266 652 | 34,86 / 100,00  | 5,35 | 5 / 13    | 1       |
|                         | Partido Socialista Italiano             | 113 626 | 14,85 / 100,00  | -    | 2 / 13    | -       |
|                         | Partido Socialista Democrático Italiano | 35 933  | 4,70 / 100,00   | 1,43 | 0 / 13    | Estável |
|                         | Movimento Social Italiano               | 29 721  | 3,89 / 100,00   | 2,93 | 0 / 13    | Estável |
|                         | Partido Liberal Italiano                | 15 128  | 1,98 / 100,00   | 0,69 | 0 / 13    | Estável |
|                         | Unidade Popular                         | 8 804   | 1,15 / 100,00   | Novo | 0 / 13    | Novo    |
|                         | Outros (com menos de 1,00%)             | 15 239  | 1,99 / 100,00   |      | 0 / 13    |         |
| Votos Inválidos         | Votos Inválidos                         | 44 109  | 5,57 / 100,00   | 2,14 |           |         |
| Total                   | Total                                   | 792 378 | 100,00 / 100,00 |      | 13 / 13   |         |
| Eleitorado/Participação | Eleitorado/Participação                 | 815 799 | 97,13 / 100,00  | 0,91 |           |         |

#### Pisa-Livorno-Lucca-Massa e Carrara
| Partido                 | Partido                                 | Votos   | %               | +/-  | Deputados | +/-     |
| ----------------------- | --------------------------------------- | ------- | --------------- | ---- | --------- | ------- |
|                         | Democracia Cristã                       | 279 482 | 37,26 / 100,00  | 5,82 | 6 / 13    | 1       |
|                         | Partido Comunista Italiano              | 226 340 | 30,18 / 100,00  | -    | 5 / 13    | -       |
|                         | Partido Socialista Italiano             | 113 792 | 15,17 / 100,00  | -    | 2 / 13    | -       |
|                         | Movimento Social Italiano               | 37 614  | 5,01 / 100,00   | 3,66 | 0 / 13    | Estável |
|                         | Partido Republicano Italiano            | 29 191  | 3,89 / 100,00   | 1,65 | 0 / 13    | 1       |
|                         | Partido Socialista Democrático Italiano | 24 513  | 3,27 / 100,00   | 2,27 | 0 / 13    | Estável |
|                         | Partido Nacional Monárquico             | 16 562  | 2,21 / 100,00   | 1,80 | 0 / 13    | Estável |
|                         | Partido Liberal Italiano                | 9 496   | 1,27 / 100,00   | 0,36 | 0 / 13    | Estável |
|                         | Outros (com menos de 1,00%)             | 13 089  | 1,74 / 100,00   |      | 0 / 13    |         |
| Votos Inválidos         | Votos Inválidos                         | 59 284  | 7,49 / 100,00   | 4,01 |           |         |
| Total                   | Total                                   | 791 338 | 100,00 / 100,00 |      | 13 / 13   | 2       |
| Eleitorado/Participação | Eleitorado/Participação                 | 834 297 | 94,85 / 100,00  | 1,85 |           |         |

#### Siena-Arezzo-Grosseto
| Partido                 | Partido                                 | Votos   | %               | +/-  | Deputados | +/-     |
| ----------------------- | --------------------------------------- | ------- | --------------- | ---- | --------- | ------- |
|                         | Partido Comunista Italiano              | 206 104 | 39,85 / 100,00  | -    | 5 / 10    | -       |
|                         | Democracia Cristã                       | 150 820 | 29,16 / 100,00  | 2,21 | 3 / 10    | Estável |
|                         | Partido Socialista Italiano             | 86 123  | 16,65 / 100,00  | -    | 2 / 10    | -       |
|                         | Movimento Social Italiano               | 22 803  | 4,41 / 100,00   | 3,34 | 0 / 10    | Estável |
|                         | Partido Socialista Democrático Italiano | 17 186  | 3,32 / 100,00   | 2,00 | 0 / 10    | Estável |
|                         | Partido Republicano Italiano            | 14 652  | 2,83 / 100,00   | 1,47 | 0 / 10    | Estável |
|                         | Partido Liberal Italiano                | 9 755   | 1,89 / 100,00   | 0,89 | 0 / 10    | Estável |
|                         | Outros (com menos de 1,00%)             | 9 725   | 1,88 / 100,00   |      | 0 / 10    |         |
| Votos Inválidos         | Votos Inválidos                         | 40 339  | 7,41 / 100,00   | 4,24 |           |         |
| Total                   | Total                                   | 544 181 | 100,00 / 100,00 |      | 10 / 10   | 1       |
| Eleitorado/Participação | Eleitorado/Participação                 | 561 696 | 96,88 / 100,00  | 1,94 |           |         |

#### Ancona-Pesaro-Macerata-Ascoli Piceno
| Partido                 | Partido                                 | Votos   | %               | +/-  | Deputados | +/-     |
| ----------------------- | --------------------------------------- | ------- | --------------- | ---- | --------- | ------- |
|                         | Democracia Cristã                       | 336 415 | 41,58 / 100,00  | 5,14 | 8 / 15    | 1       |
|                         | Partido Comunista Italiano              | 187 114 | 23,13 / 100,00  | -    | 3 / 15    | -       |
|                         | Partido Socialista Italiano             | 133 391 | 16,49 / 100,00  | -    | 2 / 15    | -       |
|                         | Partido Republicano Italiano            | 39 487  | 4,88 / 100,00   | 4,09 | 0 / 15    | 1       |
|                         | Movimento Social Italiano               | 37 307  | 4,61 / 100,00   | 3,36 | 0 / 15    | Estável |
|                         | Partido Socialista Democrático Italiano | 34 219  | 4,23 / 100,00   | 1,93 | 0 / 15    | 1       |
|                         | Partido Liberal Italiano                | 15 328  | 1,89 / 100,00   | 0,48 | 0 / 15    | Estável |
|                         | União Socialista Independente           | 9 857   | 1,22 / 100,00   | Novo | 0 / 15    | Novo    |
|                         | Partido Nacional Monárquico             | 8 057   | 1,00 / 100,00   | 0,55 | 0 / 15    | Estável |
|                         | Outros (com menos de 1,00%)             | 7 913   | 0,97 / 100,00   |      | 0 / 15    |         |
| Votos Inválidos         | Votos Inválidos                         | 56 482  | 6,64 / 100,00   | 3,97 |           |         |
| Total                   | Total                                   | 850 322 | 100,00 / 100,00 |      | 15 / 15   | 2       |
| Eleitorado/Participação | Eleitorado/Participação                 | 887 671 | 95,79 / 100,00  | 1,52 |           |         |

#### Perugia-Terni-Rieti
| Partido                 | Partido                                 | Votos   | %               | +/-  | Deputados | +/-     |
| ----------------------- | --------------------------------------- | ------- | --------------- | ---- | --------- | ------- |
|                         | Democracia Cristã                       | 186 368 | 32,03 / 100,00  | 6,95 | 4 / 11    | 1       |
|                         | Partido Comunista Italiano              | 152 700 | 26,24 / 100,00  | -    | 3 / 11    | -       |
|                         | Partido Socialista Italiano             | 129 398 | 22,24 / 100,00  | -    | 3 / 11    | -       |
|                         | Movimento Social Italiano               | 44 810  | 7,70 / 100,00   | 4,95 | 1 / 11    | 1       |
|                         | Partido Republicano Italiano            | 17 655  | 3,03 / 100,00   | 2,68 | 0 / 11    | Estável |
|                         | Partido Socialista Democrático Italiano | 13 988  | 2,40 / 100,00   | 3,00 | 0 / 11    | Estável |
|                         | Partido Nacional Monárquico             | 12 587  | 2,16 / 100,00   | 1,39 | 0 / 11    | Estável |
|                         | Partido Liberal Italiano                | 11 788  | 2,03 / 100,00   | 0,31 | 0 / 11    | Estável |
|                         | União Socialista Independente           | 7 295   | 1,25 / 100,00   | Novo | 0 / 11    | Novo    |
|                         | Outros (com menos de 1,00%)             | 5 302   | 0,91 / 100,00   |      | 0 / 11    |         |
| Votos Inválidos         | Votos Inválidos                         | 46 799  | 7,59 / 100,00   | 3,84 |           |         |
| Total                   | Total                                   | 616 746 | 100,00 / 100,00 |      | 11 / 11   |         |
| Eleitorado/Participação | Eleitorado/Participação                 | 645 302 | 95,57 / 100,00  | 1,96 |           |         |

#### Roma-Viterbo-Latina-Frosinone
| Partido                 | Partido                                 | Votos     | %               | +/-   | Deputados | +/-     |
| ----------------------- | --------------------------------------- | --------- | --------------- | ----- | --------- | ------- |
|                         | Democracia Cristã                       | 671 437   | 36,90 / 100,00  | 14,96 | 15 / 38   | 5       |
|                         | Partido Comunista Italiano              | 425 123   | 23,36 / 100,00  | -     | 10 / 38   | -       |
|                         | Movimento Social Italiano               | 207 392   | 11,40 / 100,00  | 6,98  | 4 / 38    | 3       |
|                         | Partido Socialista Italiano             | 158 545   | 8,71 / 100,00   | -     | 3 / 38    | -       |
|                         | Partido Nacional Monárquico             | 144 023   | 7,92 / 100,00   | 5,73  | 3 / 38    | 3       |
|                         | Partido Socialista Democrático Italiano | 58 427    | 3,21 / 100,00   | 0,80  | 1 / 38    | Estável |
|                         | Partido Liberal Italiano                | 57 278    | 3,15 / 100,00   | 0,72  | 1 / 38    | Estável |
|                         | Partido Republicano Italiano            | 49 487    | 2,72 / 100,00   | 3,84  | 1 / 38    | 1       |
|                         | Outros (com menos de 1,00%)             | 47 783    | 2,62 / 100,00   |       | 0 / 38    |         |
| Votos Inválidos         | Votos Inválidos                         | 88 702    | 4,70 / 100,00   | 2,50  |           |         |
| Total                   | Total                                   | 1 887 253 | 100,00 / 100,00 |       | 38 / 38   | 3       |
| Eleitorado/Participação | Eleitorado/Participação                 | 2 000 592 | 94,33 / 100,00  | 4,16  |           |         |

#### L'Aquila-Pescara-Chieti-Teramo
| Partido                 | Partido                                 | Votos   | %               | +/-   | Deputados | +/-     |
| ----------------------- | --------------------------------------- | ------- | --------------- | ----- | --------- | ------- |
|                         | Democracia Cristã                       | 281 223 | 41,48 / 100,00  | 12,21 | 7 / 14    | 3       |
|                         | Partido Comunista Italiano              | 149 158 | 22,00 / 100,00  | -     | 4 / 14    | -       |
|                         | Partido Socialista Italiano             | 67 403  | 9,94 / 100,00   | -     | 1 / 14    | -       |
|                         | Movimento Social Italiano               | 63 027  | 9,30 / 100,00   | 6,71  | 1 / 14    | 1       |
|                         | Partido Nacional Monárquico             | 52 600  | 7,76 / 100,00   | 6,44  | 1 / 14    | 1       |
|                         | Partido Liberal Italiano                | 18 652  | 2,75 / 100,00   | 2,42  | 0 / 14    | Estável |
|                         | Partido Socialista Democrático Italiano | 18 564  | 2,74 / 100,00   | 2,70  | 0 / 14    | 1       |
|                         | Partido Republicano Italiano            | 17 150  | 2,53 / 100,00   | 1,51  | 0 / 14    | Estável |
|                         | Outros (com menos de 1,00%)             | 10 201  | 1,51 / 100,00   |       | 0 / 14    |         |
| Votos Inválidos         | Votos Inválidos                         | 38 411  | 5,41 / 100,00   | 2,84  |           |         |
| Total                   | Total                                   | 709 647 | 100,00 / 100,00 |       | 14 / 14   | 2       |
| Eleitorado/Participação | Eleitorado/Participação                 | 784 863 | 90,42 / 100,00  | 0,37  |           |         |

#### Campobasso
| Partido                 | Partido                       | Votos   | %               | +/-   | Deputados | +/-     |
| ----------------------- | ----------------------------- | ------- | --------------- | ----- | --------- | ------- |
|                         | Democracia Cristã             | 94 202  | 46,02 / 100,00  | 10,09 | 3 / 5     | Estável |
|                         | Partido Liberal Italiano      | 30 179  | 14,74 / 100,00  | 0,43  | 1 / 5     | Estável |
|                         | Partido Comunista Italiano    | 28 206  | 13,78 / 100,00  | -     | 1 / 5     | -       |
|                         | Partido Nacional Monárquico   | 19 680  | 9,61 / 100,00   | 2,73  | 0 / 5     | Estável |
|                         | Movimento Social Italiano     | 14 694  | 7,18 / 100,00   | 4,10  | 0 / 5     | Estável |
|                         | Partido Socialista Italiano   | 10 729  | 5,24 / 100,00   | -     | 0 / 5     | -       |
|                         | Partido Republicano Italiano  | 3 613   | 1,76 / 100,00   | 0,23  | 0 / 5     | Estável |
|                         | União Socialista Independente | 2 405   | 1,17 / 100,00   | Novo  | 0 / 5     | Novo    |
|                         | Outros (com menos de 1,00%)   | 997     | 0,49 / 100,00   |       | 0 / 5     |         |
| Votos Inválidos         | Votos Inválidos               | 15 304  | 7,02 / 100,00   | 3,86  |           |         |
| Total                   | Total                         | 217 783 | 100,00 / 100,00 |       | 5 / 5     | 1       |
| Eleitorado/Participação | Eleitorado/Participação       | 241 678 | 90,15 / 100,00  | 1,91  |           |         |

#### Napoli-Caserta
| Partido                 | Partido                                 | Votos     | %               | +/-   | Deputados | +/-     |
| ----------------------- | --------------------------------------- | --------- | --------------- | ----- | --------- | ------- |
|                         | Democracia Cristã                       | 483 268   | 35,32 / 100,00  | 15,52 | 12 / 31   | 5       |
|                         | Partido Nacional Monárquico             | 293 581   | 21,46 / 100,00  | 8,48  | 7 / 31    | 3       |
|                         | Partido Comunista Italiano              | 278 960   | 20,39 / 100,00  | -     | 7 / 31    | -       |
|                         | Movimento Social Italiano               | 100 997   | 7,38 / 100,00   | 2,74  | 2 / 31    | 1       |
|                         | Partido Socialista Italiano             | 98 290    | 7,18 / 100,00   | -     | 2 / 31    | -       |
|                         | Partido Liberal Italiano                | 43 710    | 3,19 / 100,00   | 1,81  | 1 / 31    | Estável |
|                         | Partido Socialista Democrático Italiano | 30 886    | 2,26 / 100,00   | 0,97  | 0 / 31    | 1       |
|                         | Outros (com menos de 1,00%)             | 38 451    | 2,81 / 100,00   |       | 0 / 31    |         |
| Votos Inválidos         | Votos Inválidos                         | 84 042    | 5,84 / 100,00   | 3,12  |           |         |
| Total                   | Total                                   | 1 438 607 | 100,00 / 100,00 |       | 16 / 16   |         |
| Eleitorado/Participação | Eleitorado/Participação                 | 1 550 787 | 92,77 / 100,00  | 4,72  |           |         |

#### Benevento-Avellino-Salerno
| Partido                 | Partido                                 | Votos   | %               | +/-   | Deputados | +/-     |
| ----------------------- | --------------------------------------- | ------- | --------------- | ----- | --------- | ------- |
|                         | Democracia Cristã                       | 310 181 | 37,46 / 100,00  | 12,36 | 8 / 20    | 3       |
|                         | Partido Nacional Monárquico             | 183 917 | 22,21 / 100,00  | 10,49 | 5 / 20    | 3       |
|                         | Partido Comunista Italiano              | 145 847 | 17,61 / 100,00  | -     | 4 / 20    | -       |
|                         | Partido Socialista Italiano             | 50 616  | 6,11 / 100,00   | -     | 1 / 20    | -       |
|                         | Movimento Social Italiano               | 47 143  | 5,69 / 100,00   | 2,99  | 1 / 20    | 1       |
|                         | Partido Liberal Italiano                | 36 771  | 4,44 / 100,00   | 8,18  | 1 / 20    | 1       |
|                         | Partido Socialista Democrático Italiano | 29 143  | 3,52 / 100,00   | 1,15  | 0 / 20    | Estável |
|                         | Partido Republicano Italiano            | 10 049  | 1,21 / 100,00   | 0,15  | 0 / 20    | Estável |
|                         | União Socialista Independente           | 8 943   | 1,08 / 100,00   | Novo  | 0 / 20    | Novo    |
|                         | Outros (com menos de 1,00%)             | 5 416   | 0,66 / 100,00   |       | 0 / 20    |         |
| Votos Inválidos         | Votos Inválidos                         | 61 054  | 6,94 / 100,00   | 3,83  |           |         |
| Total                   | Total                                   | 880 297 | 100,00 / 100,00 |       | 20 / 20   | 2       |
| Eleitorado/Participação | Eleitorado/Participação                 | 962 980 | 91,41 / 100,00  | 1,22  |           |         |

#### Bari-Foggia
| Partido                 | Partido                                 | Votos     | %               | +/-   | Deputados | +/-     |
| ----------------------- | --------------------------------------- | --------- | --------------- | ----- | --------- | ------- |
|                         | Democracia Cristã                       | 347 583   | 37,23 / 100,00  | 10,83 | 9 / 22    | 3       |
|                         | Partido Comunista Italiano              | 244 992   | 26,24 / 100,00  | -     | 6 / 22    | -       |
|                         | Partido Nacional Monárquico             | 152 051   | 16,28 / 100,00  | 11,37 | 4 / 22    | 3       |
|                         | Partido Socialista Italiano             | 90 033    | 9,64 / 100,00   | -     | 2 / 22    | -       |
|                         | Movimento Social Italiano               | 48 840    | 5,23 / 100,00   | 3,33  | 1 / 22    | 1       |
|                         | Partido Liberal Italiano                | 16 294    | 1,75 / 100,00   | 7,57  | 0 / 22    | 2       |
|                         | Partido Socialista Democrático Italiano | 12 989    | 1,39 / 100,00   | 1,90  | 0 / 22    | Estável |
|                         | União Socialista Independente           | 10 263    | 1,10 / 100,00   | Novo  | 0 / 22    | Novo    |
|                         | Outros (com menos de 1,00%)             | 10 663    | 1,15 / 100,00   |       | 0 / 22    |         |
| Votos Inválidos         | Votos Inválidos                         | 52 906    | 5,40 / 100,00   | 3,03  |           |         |
| Total                   | Total                                   | 979 585   | 100,00 / 100,00 |       | 22 / 22   |         |
| Eleitorado/Participação | Eleitorado/Participação                 | 1 033 037 | 94,83 / 100,00  | 1,27  |           |         |

#### Lecce-Brindisi-Taranto
| Partido                 | Partido                                 | Votos   | %               | +/-   | Deputados | +/-     |
| ----------------------- | --------------------------------------- | ------- | --------------- | ----- | --------- | ------- |
|                         | Democracia Cristã                       | 278 569 | 40,14 / 100,00  | 9,24  | 8 / 16    | 1       |
|                         | Partido Comunista Italiano              | 140 999 | 20,32 / 100,00  | -     | 4 / 16    | -       |
|                         | Partido Nacional Monárquico             | 99 994  | 14,41 / 100,00  | 8,32  | 2 / 16    | 1       |
|                         | Movimento Social Italiano               | 63 807  | 9,19 / 100,00   | 5,90  | 1 / 16    | 1       |
|                         | Partido Socialista Italiano             | 56 814  | 8,19 / 100,00   | -     | 1 / 16    | -       |
|                         | Partido Liberal Italiano                | 24 113  | 3,47 / 100,00   | 10,30 | 0 / 16    | 2       |
|                         | Partido Socialista Democrático Italiano | 10 646  | 1,53 / 100,00   | 2,26  | 0 / 16    | Estável |
|                         | Outros (com menos de 1,00%)             | 19 068  | 2,74 / 100,00   |       | 0 / 16    |         |
| Votos Inválidos         | Votos Inválidos                         | 58 557  | 7,87 / 100,00   | 4,85  |           |         |
| Total                   | Total                                   | 743 741 | 100,00 / 100,00 |       | 16 / 16   |         |
| Eleitorado/Participação | Eleitorado/Participação                 | 785 069 | 94,74 / 100,00  | 0,95  |           |         |

#### Potenza-Matera
| Partido                 | Partido                                 | Votos   | %               | +/-  | Deputados | +/-     |
| ----------------------- | --------------------------------------- | ------- | --------------- | ---- | --------- | ------- |
|                         | Democracia Cristã                       | 127 198 | 41,33 / 100,00  | 7,08 | 4 / 7     | Estável |
|                         | Partido Comunista Italiano              | 79 827  | 25,94 / 100,00  | -    | 2 / 7     | -       |
|                         | Partido Nacional Monárquico             | 31 889  | 10,36 / 100,00  | 4,75 | 1 / 7     | 1       |
|                         | Movimento Social Italiano               | 21 367  | 6,94 / 100,00   | 4,58 | 0 / 7     | Estável |
|                         | Partido Socialista Italiano             | 20 901  | 6,79 / 100,00   | -    | 0 / 7     | -       |
|                         | Partido Socialista Democrático Italiano | 11 639  | 3,78 / 100,00   | 4,56 | 0 / 7     | Estável |
|                         | Partido Liberal Italiano                | 7 425   | 2,41 / 100,00   | 5,42 | 0 / 7     | Estável |
|                         | União Socialista Independente           | 3 766   | 1,22 / 100,00   | Novo | 0 / 7     | Novo    |
|                         | Outros (com menos de 1,00%)             | 3 784   | 1,23 / 100,00   |      | 0 / 7     |         |
| Votos Inválidos         | Votos Inválidos                         | 22 175  | 6,79 / 100,00   | 2,35 |           |         |
| Total                   | Total                                   | 326 631 | 100,00 / 100,00 |      | 7 / 7     | 1       |
| Eleitorado/Participação | Eleitorado/Participação                 | 354 921 | 92,03 / 100,00  | 0,29 |           |         |

#### Catanzaro-Cosenza-Reggio di Calabria
| Partido                 | Partido                                 | Votos     | %               | +/-  | Deputados | +/-     |
| ----------------------- | --------------------------------------- | --------- | --------------- | ---- | --------- | ------- |
|                         | Democracia Cristã                       | 377 653   | 40,60 / 100,00  | 8,16 | 11 / 25   | 2       |
|                         | Partido Comunista Italiano              | 193 993   | 20,86 / 100,00  | -    | 6 / 25    | -       |
|                         | Partido Socialista Italiano             | 104 044   | 11,19 / 100,00  | -    | 3 / 25    | -       |
|                         | Partido Nacional Monárquico             | 82 063    | 8,82 / 100,00   | 7,30 | 2 / 25    | 2       |
|                         | Movimento Social Italiano               | 71 551    | 7,69 / 100,00   | 2,28 | 2 / 25    | 1       |
|                         | Partido Liberal Italiano                | 32 493    | 3,49 / 100,00   | 4,58 | 1 / 25    | 1       |
|                         | Partido Socialista Democrático Italiano | 24 841    | 2,67 / 100,00   | 0,61 | 0 / 25    | Estável |
|                         | Partido Republicano Italiano            | 19 930    | 2,14 / 100,00   | 1,12 | 0 / 25    | Estável |
|                         | União Socialista Independente           | 13 048    | 1,40 / 100,00   | Novo | 0 / 25    | Novo    |
|                         | Outros (com menos de 1,00%)             | 10 459    | 1,13 / 100,00   |      | 0 / 25    |         |
| Votos Inválidos         | Votos Inválidos                         | 83 986    | 8,40 / 100,00   | 4,93 |           |         |
| Total                   | Total                                   | 999 987   | 100,00 / 100,00 |      | 25 / 25   | 1       |
| Eleitorado/Participação | Eleitorado/Participação                 | 1 120 649 | 89,23 / 100,00  | 1,03 |           |         |

#### Catania-Messina-Siracusa-Ragusa-Enna
| Partido                 | Partido                                 | Votos     | %               | +/-   | Deputados | +/-     |
| ----------------------- | --------------------------------------- | --------- | --------------- | ----- | --------- | ------- |
|                         | Democracia Cristã                       | 415 989   | 35,43 / 100,00  | 13,90 | 10 / 25   | 5       |
|                         | Partido Comunista Italiano              | 249 399   | 21,24 / 100,00  | -     | 6 / 25    | -       |
|                         | Partido Nacional Monárquico             | 147 633   | 12,57 / 100,00  | 3,82  | 3 / 25    | 1       |
|                         | Movimento Social Italiano               | 135 756   | 11,56 / 100,00  | 8,78  | 3 / 25    | 3       |
|                         | Partido Socialista Italiano             | 77 861    | 6,63 / 100,00   | -     | 2 / 25    | -       |
|                         | Partido Liberal Italiano                | 72 705    | 6,19 / 100,00   | 2,08  | 1 / 25    | 1       |
|                         | Partido Socialista Democrático Italiano | 37 047    | 3,16 / 100,00   | 3,48  | 0 / 25    | 2       |
|                         | Partido Republicano Italiano            | 15 690    | 1,34 / 100,00   | 0,40  | 0 / 25    | Estável |
|                         | União Socialista Independente           | 12 454    | 1,06 / 100,00   | Novo  | 0 / 25    | Novo    |
|                         | Outros (com menos de 1,00%)             | 9 638     | 0,82 / 100,00   |       | 0 / 25    |         |
| Votos Inválidos         | Votos Inválidos                         | 69 342    | 5,62 / 100,00   | 2,57  |           |         |
| Total                   | Total                                   | 1 234 548 | 100,00 / 100,00 |       | 25 / 25   | 1       |
| Eleitorado/Participação | Eleitorado/Participação                 | 1 378 164 | 89,58 / 100,00  | 1,71  |           |         |

#### Palermo-Trapani-Agrigento-Caltanissetta
| Partido                 | Partido                                 | Votos     | %               | +/-  | Deputados | +/-     |
| ----------------------- | --------------------------------------- | --------- | --------------- | ---- | --------- | ------- |
|                         | Democracia Cristã                       | 415 656   | 37,53 / 100,00  | 8,78 | 11 / 25   | 2       |
|                         | Partido Comunista Italiano              | 248 095   | 22,40 / 100,00  | -    | 6 / 25    | -       |
|                         | Movimento Social Italiano               | 132 012   | 11,92 / 100,00  | 8,37 | 3 / 25    | 2       |
|                         | Partido Nacional Monárquico             | 116 354   | 10,51 / 100,00  | 1,48 | 3 / 25    | 1       |
|                         | Partido Socialista Italiano             | 92 185    | 8,32 / 100,00   | -    | 2 / 25    | -       |
|                         | Partido Liberal Italiano                | 33 119    | 2,99 / 100,00   | 4,48 | 0 / 25    | 2       |
|                         | Partido Republicano Italiano            | 21 992    | 1,99 / 100,00   | 2,28 | 0 / 25    | 1       |
|                         | Partido Socialista Democrático Italiano | 18 910    | 1,71 / 100,00   | 1,34 | 0 / 25    | Estável |
|                         | Aliança Democrática Nacional            | 15 566    | 1,41 / 100,00   | Novo | 0 / 25    | Novo    |
|                         | União Socialista Independente           | 13 694    | 1,24 / 100,00   | Novo | 0 / 25    | Novo    |
| Votos Inválidos         | Votos Inválidos                         | 72 552    | 6,20 / 100,00   | 2,89 |           |         |
| Total                   | Total                                   | 1 170 609 | 100,00 / 100,00 |      | 25 / 25   |         |
| Eleitorado/Participação | Eleitorado/Participação                 | 1 298 717 | 90,14 / 100,00  | 1,96 |           |         |

#### Cagliari-Sassari-Nuoro
| Partido                 | Partido                                 | Votos   | %               | +/-  | Deputados | +/-     |
| ----------------------- | --------------------------------------- | ------- | --------------- | ---- | --------- | ------- |
|                         | Democracia Cristã                       | 269 933 | 41,73 / 100,00  | 9,47 | 7 / 14    | 2       |
|                         | Partido Comunista Italiano              | 137 297 | 21,23 / 100,00  | -    | 4 / 14    | -       |
|                         | Partido Nacional Monárquico             | 65 271  | 10,09 / 100,00  | 8,46 | 1 / 14    | 1       |
|                         | Partido Socialista Italiano             | 58 552  | 9,05 / 100,00   | -    | 1 / 14    | -       |
|                         | Movimento Social Italiano               | 53 211  | 8,23 / 100,00   | 5,46 | 1 / 14    | 1       |
|                         | Partido da Ação Sardenha                | 24 990  | 3,86 / 100,00   | 6,40 | 0 / 14    | 1       |
|                         | Partido Liberal Italiano                | 17 902  | 2,77 / 100,00   | 5,89 | 0 / 14    | 1       |
|                         | Partido Socialista Democrático Italiano | 14 826  | 2,29 / 100,00   | 1,42 | 0 / 14    | Estável |
|                         | Outros (com menos de 1,00%)             | 4 863   | 0,75 / 100,00   |      | 0 / 14    |         |
| Votos Inválidos         | Votos Inválidos                         | 29 492  | 4,39 / 100,00   | 1,60 |           |         |
| Total                   | Total                                   | 671 619 | 100,00 / 100,00 |      | 14 / 14   |         |
| Eleitorado/Participação | Eleitorado/Participação                 | 732 273 | 91,72 / 100,00  | 1,65 |           |         |

#### Valle d'Aosta
| Partido                 | Partido                   | Votos  | %               | +/-   | Deputados | +/-     |
| ----------------------- | ------------------------- | ------ | --------------- | ----- | --------- | ------- |
|                         | Democracia Cristã         | 27 607 | 53,29 / 100,00  | 5,64  | 1 / 1     | Estável |
|                         | Esquerda Independente     | 21 920 | 42,32 / 100,00  | 12,62 | 0 / 1     | Estável |
|                         | Movimento Social Italiano | 2 274  | 4,39 / 100,00   | -     | 0 / 1     | -       |
| Votos Inválidos         | Votos Inválidos           | 4 903  | 8,93 / 100,00   | 0,57  |           |         |
| Total                   | Total                     | 54 925 | 100,00 / 100,00 |       | 1 / 1     |         |
| Eleitorado/Participação | Eleitorado/Participação   | 63 346 | 86,71 / 100,00  | 1,44  |           |         |